# Showgirl: Homecoming Tour
Showgirl: Homecoming Tour è il nono tour della cantante Kylie Minogue, a supporto del suo greatest hits Ultimate Kylie (2004). Si tratta della continuazione della tournée precedente, Showgirl: The Greatest Hits Tour (2005), interrotta a causa del tumore alla mammella diagnosticato alla popstar al termine della prima leg del tour.
Lo spettacolo riprende in gran parte quello proposto nel tour precedente, ma rinnovato nei costumi e nella scelta di alcune canzoni. I vari atti del concerto vengono reinterpretati, così da riadattare lo show alle condizioni mediche della Minogue.
Lo show viene intitolato Homecoming dal momento che sancisce il ritorno della cantante nella sua nazione d'origine, l'Australia, ma anche il ritorno sul palcoscenico, sua "seconda casa".

## Sviluppo

### Antefatti
Nel maggio 2005, dopo il termine delle date europee dello Showgirl: The Greatest Hits Tour, alla Minogue è stato diagnosticato un tumore alla mammella al primo stadio. Di conseguenza, le date australiane e asiatiche del tour sono state sospese. La cantante ha in merito affermato: "Non vedevo l’ora di portare lo Showgirl Tour in Australia e mi dispiace dover deludere i miei fan. Tuttavia, spero che tutto andrà per il meglio e che potrò tornare presto da voi."
Parlophone ha poi confermato anche la cancellazione dell'esibizione di Kylie al Festival di Glastonbury, prevista per l'estate 2005.
Nel 2006, vengono ufficialmente riprogrammate le date australiane dello Showgirl Tour e, sebbene inizialmente non previste, a luglio 2006 ne sono state aggiunte delle nuove in Regno Unito, vista la forte richiesta da parte del pubblico inglese. Le date asiatiche sono invece definitivamente cancellate.

### Costumi
Rispetto allo Showgirl originale, anche i costumi di scena vengono sostituiti e aggiornati. Per il primo atto, l’iconico costume da showgirl blu viene reinterpretato in colorazione rosa, sempre portando la firma di John Galliano, così come per l’abito di Samsara. È invece di Gareth Pugh la tunica dorata che la Minogue veste durante Everything Taboo.
Per la sezione Athletico, Kylie ritorna ad indossare Dolce & Gabbana, con un outfit dalle fattezze feline in pattern leopardata. Il duo di stilisti italiani realizza inoltre il costume nero in PVC usato durante Pop Paradiso.
Emilio Pucci disegna invece la tuta impreziosita da cristalli e da un mantello arcobaleno in shiffon, indossato durante Dance of the Cybermen. Per l’encore la Minogue sceglie una creazione di George O’Dowd abbinata ad una giacca realizzata da Boy George.
La cantante abbina ad ogni look un’acconciatura e talvolta parrucca diversa.

### Tour book
Per lo Showgirl: Homecoming Tour è stato realizzato un nuovo tour-book fotografico. Al suo interno è allegato un secondo inserto illustrato, intitolato "Kylie Bible 2". Si tratta del sequel di The Kylie Bible, un magazine fotografico di 16 pagine realizzato dal fotografo Rankin e pubblicato nell'issue 9 della rivista Dazed & Confused nel 1994, volto a promuovere l'uscita dell'album Kylie Minogue.

## Sinossi
Lo spettacolo si suddivide in sette atti, con l’aggiunta di un encore.
Homecoming: lo show inizia l’introduzione strumentale Showgirl Theme Song, al termine del quale Kylie emerge sul palco per eseguire Better the Devil You Know e In Your Eyes. Dopo aver salutato il pubblico, passa all’allora inedito White Diamond. Segue On a Night like This, dapprima inversione ballata e poi nella chiave originale.
Everything Taboo si apre con un interludio ballato che culmina nella performance di Shocked, in medley con un breve intermezzo con estratti di It’s No Secret, Keep on Pumpin’ It, Give Me Just a Little More Time e What Kind of Fool (Heard All That Before), che continua con What Do I Have to Do. Segue un altro intermezzo con un estratto di I’m Over Dreaming (Over You) che introduce Spinning Around, mixata con il riff di pianoforte di Finally. Chiude un interludio con estratti di Step Back in Time e Such a Good Feeling. Kylie indossa durante tutto l'Everything Taboo Medley un outfit dorato con una parrucca dal taglio iconico di Andy Warhol.
Samsara inizia con l’intermezzo Temple Prequel, seguito da Confide in Me, in cui i ballerini trattano la Minogue come una marionetta. Si passa quindi a Cowboy Style, seguito da un breve interludio di Finer Feelings. L’atto si chiude infine con Too Far.

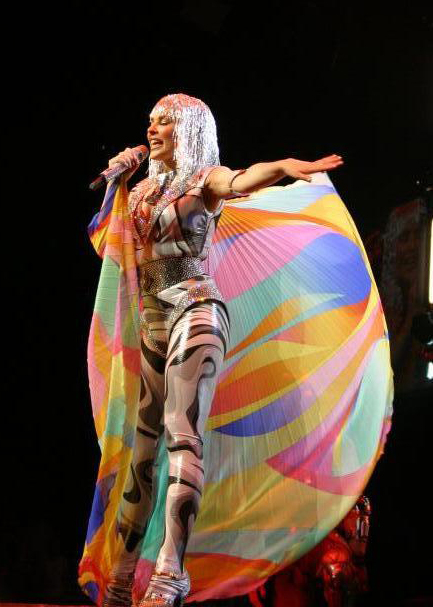
Kylie Minogue durante Can’t Get You Out of My Head

Athletico comincia con un momento di danza sulle note dello Sandstorm Dub Remix di Butterfly, performato dall’acrobata Terry Kvasnik. Subito dopo, Kylie esegue Red Blooded Woman, incorporando un estratto di Where the Wild Roses Grow, questa volta cantata sopra un cavallo a pommel, indossando una tuta leopardata. Seguono Slow e Kids.
Dreams: la quinta sezione si apre con una cover di Over the Rainbow, con Kylie a bordo di una luna scintillante. Segue la versione ballad di Come into My World, e poi una versione abbreviata di Chocolate, eseguita su una piattaforma che, alla fine del brano, si trasformava in una “torta” sulla quale Kylie canta I Believe in You. L’atto si conclude con Dreams.
Pop Paradiso inizia con un intermezzo mashup di Burning Up, tratta da Fever, e Vogue di Madonna. Segue una versione jazz di The Loco-Motion e si passa a I Should Be So Lucky, che include un sample di The Only Way Is Up. Chiude la sezione un remix di Hand on Your Heart.
Dance of the Cybermen inizia con un remix di Can’t Get You Out Of My Head, e si chiude con il medley di Light Years e Turn It into Love.
Encore: lo show prosegue con Especially for You, durante la quale la Minogue invita il pubblico a cantare la parte di Jason Donovan, e termina con Love at First Sight, mentre sugli schermi viene proiettato un montaggio video della carriera di Kylie.

## Scaletta
Atto I: HOMECOMING
- Intro: Overture - The Showgirl Theme

1. Better the Devil You Know
2. In Your Eyes
3. White Diamond
4. On a Night like This

Atto II: EVERYTHING TABOO
1. Shocked (contiene elementi di Do You Dare?, It's No Secret e What Kind of Fool (Heard All That Before))
2. What Do I Have to Do (contiene elementi di I'm Over Dreaming (Over You))
3. Spinning Around (contiene elementi di Step Back in Time, Such a Good Feeling e Finally)

Atto III: SAMSARA
- Interludio: Temple Prequel

1. Confide in Me
2. Cowboy Style
3. Finer Feelings (interludio)
4. Too Far

Atto IV: ATHLETICO
- Interludio: Butterfly

1. Red Blooded Woman / Where The Wild Roses Grow
2. Slow
3. Kids

Atto V: DREAMS
- Interludio: Rainbow Prequel

1. Somewhere Over the Rainbow (cover)
2. Come into My World (versione ballad)
3. Chocolate
4. I Believe in You
5. Dreams

Atto VI: POP PARADISO
1. Burning Up / Vogue
2. The Loco-Motion
3. I Should Be So Lucky
4. Hand on Your Heart

Atto VII: DANCE OF THE CYBERMEN
- Interludio: Space Prequel

1. Can't Get You out of My Head
2. Light Years / Turn It into Love

ENCORE
1. Especially for You
2. Love at First Sight

### Variazioni della scaletta
- Il 12 novembre a Sydney, Kids è stata eseguita in duetto con Bono degli U2. Il 19, 21 e 23 gennaio la Minogue invece ha duettato la canzone con la sorella Dannii Minogue. Le due hanno poi cantato il 21 gennaio Sisters Are Doin' It for Themselves. Il medesimo duetto era stato performato a Melbourne il 1º agosto 1986, agli inizi delle rispettive carriere delle due sorelle.
- Il 23 novembre a Sydney, a seguito di problemi tecnici incorsi dopo la performance di In Your Eyes, la Minogue ha cantato a cappella: Word Is Out, Got to Be Certain, Your Disco Needs You e What Kind of Fool.
- Il 10 dicembre a Melbourne è stata richiesta e quindi eseguita a cappella Got to Be Certain dopo In Your Eyes e Fever dopo Especially for You.
- Celebration è stata cantata prima di Love At First Sight il 31 dicembre e come ultimo numero il 23 gennaio.
- Got to Be Certain è stata richiesta a Londra il 2 gennaio dopo Especially for You.
- Il 13 gennaio l’intero atto Samsara non è stato eseguito e Got to Be Certain ha preceduto Kids, con la quale è stato chiuso il concerto anticipatamente a causa di un’infezione che ha affetto la cantate. L’intero show è stato riprogrammato il 23 gennaio.
- Il 19 gennaio Made In Heaven è stata eseguita prima di Love At First Sight[14].

## Date
| Data             | Città      | Stato       | Luogo                         | Biglietti venduti / Biglietti disponibili | Incasso     |         |
| Oceania          | Oceania    | Oceania     | Oceania                       | Oceania                                   | Oceania     | Oceania |
| ---------------- | ---------- | ----------- | ----------------------------- | ----------------------------------------- | ----------- | ------- |
| 11 novembre 2006 | Sydney     | Australia   | Sidney Entertainment Centre   | 34,774 / 34,774                           | $2,963,147  |         |
| 12 novembre 2006 | Sydney     | Australia   | Sidney Entertainment Centre   | 34,774 / 34,774                           | $2,963,147  |         |
| 14 novembre 2006 | Sydney     | Australia   | Sidney Entertainment Centre   | 34,774 / 34,774                           | $2,963,147  |         |
| 17 novembre 2006 | Brisbane   | Australia   | Brisbane Entertainment Centre | 35,574 / 37,884                           | $3,354,548  |         |
| 18 novembre 2006 | Brisbane   | Australia   | Brisbane Entertainment Centre | 35,574 / 37,884                           | $3,354,548  |         |
| 20 novembre 2006 | Brisbane   | Australia   | Brisbane Entertainment Centre | 35,574 / 37,884                           | $3,354,548  |         |
| 23 novembre 2006 | Sydney     | Australia   | Acer Arena                    | 51,852 / 51,852                           | $4,963,147  |         |
| 24 novembre 2006 | Sydney     | Australia   | Acer Arena                    | 51,852 / 51,852                           | $4,963,147  |         |
| 26 novembre 2006 | Sydney     | Australia   | Acer Arena                    | 51,852 / 51,852                           | $4,963,147  |         |
| 30 novembre 2006 | Adelaide   | Australia   | Adelaide Entertainment Centre | 21,583 / 22,411                           | $2,369,124  |         |
| 1 dicembre 2006  | Adelaide   | Australia   | Adelaide Entertainment Centre | 21,583 / 22,411                           | $2,369,124  |         |
| 4 dicembre 2006  | Perth      | Australia   | Burswood Dome                 | 36,774 / 38,774                           | $3,554,147  |         |
| 5 dicembre 2006  | Perth      | Australia   | Burswood Dome                 | 36,774 / 38,774                           | $3,554,147  |         |
| 7 dicembre 2006  | Perth      | Australia   | Burswood Dome                 | 36,774 / 38,774                           | $3,554,147  |         |
| 10 dicembre 2006 | Melbourne  | Australia   | Rod Laver Arena               | 76,526 / 76,526                           | $7,578,217  |         |
| 11 dicembre 2006 | Melbourne  | Australia   | Rod Laver Arena               | 76,526 / 76,526                           | $7,578,217  |         |
| 13 dicembre 2006 | Melbourne  | Australia   | Rod Laver Arena               | 76,526 / 76,526                           | $7,578,217  |         |
| 14 dicembre 2006 | Melbourne  | Australia   | Rod Laver Arena               | 76,526 / 76,526                           | $7,578,217  |         |
| 16 dicembre 2006 | Melbourne  | Australia   | Rod Laver Arena               | 76,526 / 76,526                           | $7,578,217  |         |
| 17 dicembre 2006 | Melbourne  | Australia   | Rod Laver Arena               | 76,526 / 76,526                           | $7,578,217  |         |
| Europa           |            |             |                               |                                           |             |         |
| 31 dicembre 2006 | Londra     | Regno Unito | Wembley Arena                 | 78,526 / 78,526                           | $7,578,217  |         |
| 2 gennaio 2007   | Londra     | Regno Unito | Wembley Arena                 | 78,526 / 78,526                           | $7,578,217  |         |
| 3 gennaio 2007   | Londra     | Regno Unito | Wembley Arena                 | 78,526 / 78,526                           | $7,578,217  |         |
| 5 gennaio 2007   | Londra     | Regno Unito | Wembley Arena                 | 78,526 / 78,526                           | $7,578,217  |         |
| 6 gennaio 2007   | Londra     | Regno Unito | Wembley Arena                 | 78,526 / 78,526                           | $7,578,217  |         |
| 8 gennaio 2007   | Londra     | Regno Unito | Wembley Arena                 | 78,526 / 78,526                           | $7,578,217  |         |
| 9 gennaio 2007   | Londra     | Regno Unito | Wembley Arena                 | 78,526 / 78,526                           | $7,578,217  |         |
| 12 gennaio 2007  | Manchester | Regno Unito | Manchester Evening News Arena | 100,072 / 100,072                         | $7,976,089  |         |
| 13 gennaio 2007  | Manchester | Regno Unito | Manchester Evening News Arena | 100,072 / 100,072                         | $7,976,089  |         |
| 18 gennaio 2007  | Manchester | Regno Unito | Manchester Evening News Arena | 100,072 / 100,072                         | $7,976,089  |         |
| 19 gennaio 2007  | Manchester | Regno Unito | Manchester Evening News Arena | 100,072 / 100,072                         | $7,976,089  |         |
| 21 gennaio 2007  | Manchester | Regno Unito | Manchester Evening News Arena | 100,072 / 100,072                         | $7,976,089  |         |
| 22 gennaio 2007  | Manchester | Regno Unito | Manchester Evening News Arena | 100,072 / 100,072                         | $7,976,089  |         |
| 23 gennaio 2007  | Manchester | Regno Unito | Manchester Evening News Arena | 100,072 / 100,072                         | $7,976,089  |         |
| Totale           | Totale     | Totale      | Totale                        | 435,681 / 440,819 (99%)                   | $40,336,636 |         |

### Cancellazioni e riprogrammazioni
Il 13 gennaio la Minogue interrompe il suo concerto a Manchester a causa di un’infezione respiratoria. Lo show viene poi riprogrammato il 23 gennaio; così per quelli del 15 e 16, a loro volta annullati e recuperati il 21 e 22.

## Registrazioni e broadcasting

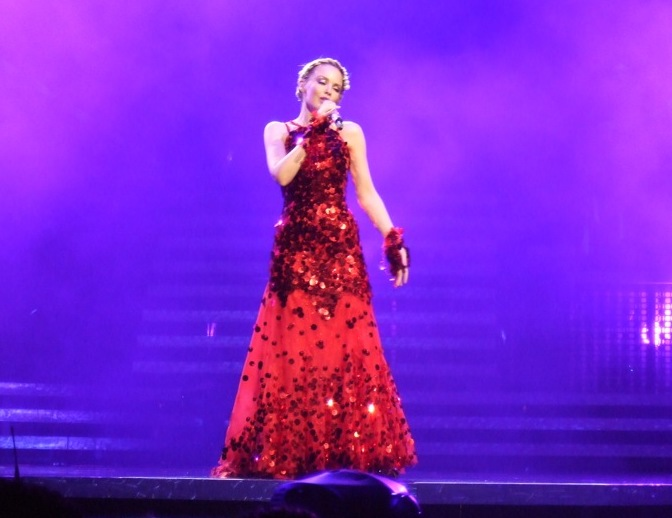
Kylie durante Chocolate

Lo show di Melbourne dell'11 dicembre 2006 è stato filmato per essere poi trasmesso nelle televisioni del Regno Unito, su Channel 4. In aggiunta, l’intero spettacolo viene pubblicato in formato DVD e incluso nel cofanetto del documentario White Diamond: A Personal Portrait of Kylie Minogue (2007), in cui la cantante racconta la sua battaglia contro il cancro ed il ritorno sul palcoscenico dello Showgirl Tour.
Inoltre, il concerto di Sydney del 12 novembre 2006, venne registrato per essere diffuso in formato album live dal titolo Showgirl - Homecoming (Live), contenente tutti i brani eseguiti meno per l’interludio Butterfly, venendo distribuito sia come doppio CD che in formato digitale/streaming.

## Personale
- Tour Manager: Sean Fitzpatrick
- Produttori esecutivi: Kylie Minogue e Terry Blamey
- Direttore creativo e designer: William Baker
- Produttore musicale: Steve Anderson
- Production Manager: Kevin Hopgood
- Production Design: Alan MacDonald
- Costumi disegnati da: John Galliano, Karl Lagerfeld, Dolce & Gabbana, Addae Gaskin, Gareth Pugh e Matthew Williamson per Emilio Pucci
- Gioielli: Bulgari
- Scarpe: Manolo Blahnik e Dolce & Gabbana
- Costumista: Stephen Jones
- Coreografi: Rafael Bonachela, Akram Khan e Michael Rooney: Sean Fitzpatrick
- Batterista: Andrew Small
- Tastiera: Steve Turner
- Basso: Chris Brown
- Chitarrista: Mark Jaimes
- Coristi: Valerie Etienne, Hazel Fernandez e Janet Ramus
- Ballerino caposquadra: Annoulka Yanminchev
- Ballerini: Jason Beitel, Marco Da Silva, Jamie Karitzis, Alan Lambie, Welly Locoh Donou, Claire Meehan, Jason Piper, Nikoletta Rafaelisova, Andile Sotiya, Nikki Trow, Rachel Yau
- Acrobata: Terry Kvasnik
- Coreografi: Rafael Bonachela, Akram Khan e Michael Rooney